# Южные бантоидные языки
Южные бантоидные языки (расширенные банту или бин) — ветвь бантоидных языков нигеро-конголезского типа. Южные бантоидные включают в себя хорошо известные и многочисленные семьи (банту, включает 643 языка согласно Ethnologue), хотя многие из них взаимопонятны.

## Состав
- Бенди ветвь (бекварра, бикья (фуру))
- Тивоидная ветвь (чака)
- Эсимби (язык)
- Менчум (язык)
- Момо ветвь
- Буру (язык)
- Мамфе ветвь (кеньянг)
- Фуру ветвь
- Экоидно-мбе ветвь
- Бебоидная ветвь (мбу (аджумбу), фанг, мунгбам и другие)
  - Восточно-бебоидная (чунг)
- Грассфилдская ветвь
- Джараванская ветвь
- Мбам ветвь (номаанде)
- Банту ветвь